# (2783) Chernyshevskij
(2783) Chernyshevskij est un astéroïde de la ceinture principale.

## Description
(2783) Chernyshevskij est un astéroïde de la ceinture principale. Il fut découvert le 14 septembre 1974 à Naoutchnyï par Nikolaï Tchernykh. Il fut nommé en honneur de Nikolaï Tchernychevski. Il présente une orbite caractérisée par un demi-grand axe de 2,56 UA, une excentricité de 0,17 et une inclinaison de 0,8° par rapport à l'écliptique.

## Compléments